# Wurfbainia biflora
Wurfbainia biflora là một loài thực vật trong họ Zingiberaceae. Nó được Jack mô tả khoa học lần đầu tiên năm 1820 dưới danh pháp Amomum biflorum. Năm 2018, Jana Leong-Škorničková & Axel Dalberg Poulsen phục hồi chi Wurfbainia và xếp nó trong chi này.

## Phân bố
Plants of the World Online cho rằng loài này có trên bán đảo Mã Lai và Sumatra, nhưng không có ở Việt Nam. Tên gọi khoa học của W. biflora nghĩa là hai hoa.
Các tài liệu thực vật học Việt Nam như Phạm Hoàng Hộ (1999) cho rằng tại Việt Nam có loài Amomum biflorum, với ghi chép thêm là nó cũng là A. schmidtii Gagn.
Tuy nhiên, hiện tại người ta coi W. biflora và Wurfbainia schmidtii là hai loài tách biệt.